# Chambers Street (metropolitana di New York)
Chambers Street è una stazione della metropolitana di New York situata sulla linea IRT Broadway-Seventh Avenue. Nel 2019 è stata utilizzata da 5 941 546 passeggeri. È servita sempre dalle linee 1 e 2, e dalla linea 3 sempre tranne di notte.

## Storia
La stazione fu aperta il 1º luglio 1918. Venne ristrutturata tra il 2007 e il 2009.

## Strutture e impianti
La stazione è sotterranea, ha due banchine ad isola e quattro binari, i due esterni per i treni locali e i due interni per quelli espressi. È posta al di sotto di West Broadway e il mezzanino possiede cinque ingressi all'incrocio con Chambers Street e con Hudson Street. Un ascensore nell'angolo nord-ovest dell'incrocio con Hudson Street rende la stazione accessibile alle persone con disabilità motoria.

## Interscambi
La stazione è servita da alcune autolinee gestite da NYCT Bus.
- Fermata autobus